# International Coaching Federation
A International Coaching Federation (ICF) é uma organização sem fins lucrativos dedicada ao coaching profissional. A ICF é um órgão de credenciamento tanto para programas de treinamento quanto para coaches.

## Visão geral
A ICF tem mais de 50.000 membros em mais de 150 países e territórios ao redor do mundo, a partir de janeiro de 2022. Existem 143 capítulos presentes em mais de 80 países e territórios. Em março de 2021, havia mais de 33.000 coaches certificados que possuíam uma das três credenciais da ICF: 18.628 Associate Certified Coaches (ACC); 13.332 Professional Certified Coaches (PCC); e 1.327 Master Certified Coaches (MCC).

## História
Fundada em 1995, a ICF defende padrões profissionais dentro da profissão de coaching e fornece certificação independente para coaches profissionais (por meio de três credenciais da ICF) e programas de treinamento de coaches (por meio da Acreditação de Programas de Treinamento da ICF).
Em 2011, a ICF e o European Mentoring and Coaching Council (EMCC) lideraram a apresentação de uma carta à União Europeia, estabelecendo como a profissão de coaching e mentoria em toda a Europa pode continuar sendo uma profissão autorregulada.